# Antongilia muricata
Antongilia muricata är en insektsart som beskrevs av Ludwig Redtenbacher 1906. Antongilia muricata ingår i släktet Antongilia och familjen Bacillidae. Inga underarter finns listade i Catalogue of Life.